# O-pang palota
Az O-pang (Epang) palota (hagyományos kínai: 阿房宮; egyszerűsített kínai: 阿房宫; pinjin (pinyin) hangsúlyjelekkel: Ēpánggōng) a Csin (Qin)-dinasztia első császárnak, Csin Si Huang-ti (Qin Shi Huangdi)nek a központi, fényűző palotája, melynek építése i. e. 212-ben kezdődött meg az akkori fővárosban, Hszienjang (Xianyang)ban 咸陽 (a mai Hszi'an (Xi'an) helyén, Senhszi (Shaanxi) tartományban.  Építése valójában sohasem fejeződött be, a Csin (Qin)-dinasztia bukását követően, i. e. 206 januárjában a fővárossal együtt felgyújtották és megsemmisült.

## Az épület története
Csin Si Huang-ti (Qin Shi Huangdi) Kína egyesítését követően saját állama, Csin (Qin) fővárosát, Hszienjang (Xianyang)ot tette meg az új birodalom központjává. Az első császár volt a kínai történelem egyik legszenvedélyesebb építtetője. Ha csekély maradványoktól eltekintve nem is maradtak fenn az ő idejében készült eredeti épületek, a kínai történeti művekben részletes leírások olvashatók létesítményeiről. Csin Si Huang-ti (Qin Shi Huangdi) állítólag mintegy 700 palotát építtetett, ebből 270-et a fővárosba, illetve a főváros közvetlen szomszédságába. Az épületek között megtalálhatók voltak az általa meghódított fejedelemségek uralkodói palotáinak mása is. A bekebelezett államokból mintegy 120 ezer arisztokrata családot költöztetett át a birodalmi fővárosba, akiknek ezek a paloták lettek az új lakóhelyeik.
Valamennyi épület közül, a császár központi palotája lett volna a leghatalmasabb és legpompásabb. Az építési munkálatok két évvel a császár halála előtt i. e. 212-ben kezdődtek el, a Vej (Wei)-folyótól délre elterülő egyik parkban, ahol 700 000 közmukára kényszerített ember dolgozott. A nagy történetíró, Sze-ma Csien (Sima Qian) szerint a palota kelet-nyugati irányban 500 lépés (pu (bu) 步), vagyis 693 m hosszú, észak-déli irányban pedig 50 öl (csang (zhang) 丈), vagyis 116,5 m széles volt, és akár 10 000 embert is képes volt befogadni. A többszintes palota tehát összesen 80 700 m² alapterületű volt, amelyet egy 1200 m hosszú, 450 m széles és 8 m magas döngölt földfal vett körül.
A második császár, Csin Er Si Huang-ti (Qin Er Shi Huangdi) is innen kormányozta a felkelésekkel sújtott, a széthullás szélére sodródott birodalmat az i. e. 210 és i. e. 207 közötti három esztendőben, de a palota építése sohasem fejeződött be. Az i. e. 208-ban kirobbant felkelés okának hátterében éppen az állt, hogy a második császár felgyorsíttatta az O-pang (Epang) palota és apja Li-hegyi temetkezési kertjének munkálatait, ami így elviselhetetlen terhet rótt a közmunkára kényszerített parasztság körében.. Az első császár sírkomplexuma ugyan teljesen elkészült, de a palotát csak nem sikerült befejezni. A nagy történetíró szerint az építésre egyre nagyobb számba verbuvált közmunkások ellátásának érdekében olyan intézkedést hozott az udvar, hogy „a fővárostól mintegy 150 km sugarú körben a parasztoknak megtiltották, hogy elfogyasszák a saját gabonájukat.”
A második császár halálakor, annak unokaöccse, Ce-jing (Ziying) foglalta el a trónt i. e. 207 októberében, de uralkodása 46. napján megadta magát a fővárost elfoglaló Liu Pang (Liu Bang) 劉邦 tábornoknak, aki majd i. e. 202-ben Han néven megalapítja saját dinasztiáját. Liu Pang (Liu Bang) ugyan megkímélte a fiatal császár életét, és a fővárosban sem tett kárt, de tábornok társa, Hsziang Jü (Xiang Yu) 項羽 , amikor seregeivel i. e. 206 januárjába betört a fővárosba, kivégeztette az uralkodót és porig égette a várost, annak összes épületével együtt. A történeti dokumentumok szerint a főváros nem kevesebb mint három hónapon át lángolt.

## A palota ma
1961-ben Hszi'an (Xi'an) városától nyugatra, mintegy 15 km távolságra megtalálták és feltárták az egykori palota maradványait, amelyet leginkább csak a döngölt földből készült teraszalap jelentett. A területet még ebben az évben nemzeti műemlékvédelem alá helyezték. Az első, tudományos igényű, modern régészeti vizsgálatokra 1994 novemberében és decemberében került sor. A kiterjesztett, szélesebb körű feltárások és a vizsgálatok tovább folytatódtak 2002 októbere és 2004 decembere között, melynek során a kínai régészek mintegy 3000 m² nagyságú terület vizsgáltak meg. Számos, a Csin (Qin) és a Han-korból származó tárgyi lelet is előkerült, például kerámia cserepek, de nem találták nyomait a történeti forrásokban leírt hatalmas tűzvésznek, amely állítólag a főváros és a palota pusztulását is okozta.
Ma egy turistalátványosságként működő témapark található az eredeti palota közelében, ahol megtekinthető a palotakomplexum rekonstruált változata is. A Hszi'an (Xi'an)tól autóbusszal megközelíthető témaparkba a belépőjegy 30 RMB-ba (5 USD) kerül, hétfőtől szombatig 9 és 18 óra között látogatható.

## A palota nevének kiejtése
A palota nevének két írásjegyének, 阿房 hagyományos kiejtésének átírása (pinjin (pinyin)ben): ēpáng. Azonban a két írásjegy mindegyikének létezik modern hangalakja is, melynek átírása (pinjin (pinyin)ben): āfáng. Ezért esetenként felbukkan a palota neve Afang vagy magyar népszerű átírásban: A-fang formában is.